# Plautilla Bricci
Plautilla Bricci (ou Plautilla Brizio ; 1616-1705 ; fl. 1650-1664) est une architecte et peintre italienne du XVIIe siècle. 

## Biographie
Plautilla Bricci naît le 13 août 1616 en Italie. Elle évolue dans un milieu artistique, son père est proche du peintre Giuseppe Cesari. Elle se serait formée à l'Accademia di San Luca.
Elle est associée à son frère, Basilio Bricci, dans certaines œuvres architecturales à Rome. Elle serait la seule femme de l'époque à exercer cette profession. Elle aurait érigé un petit palais près de la Porta San Pancrazio, et on lui attribue la conception de la troisième chapelle dans le bas-côté gauche, dédiée à Saint Louis et la peinture du retable de l'église de Église Saint-Louis-des-Français de Rome,. 

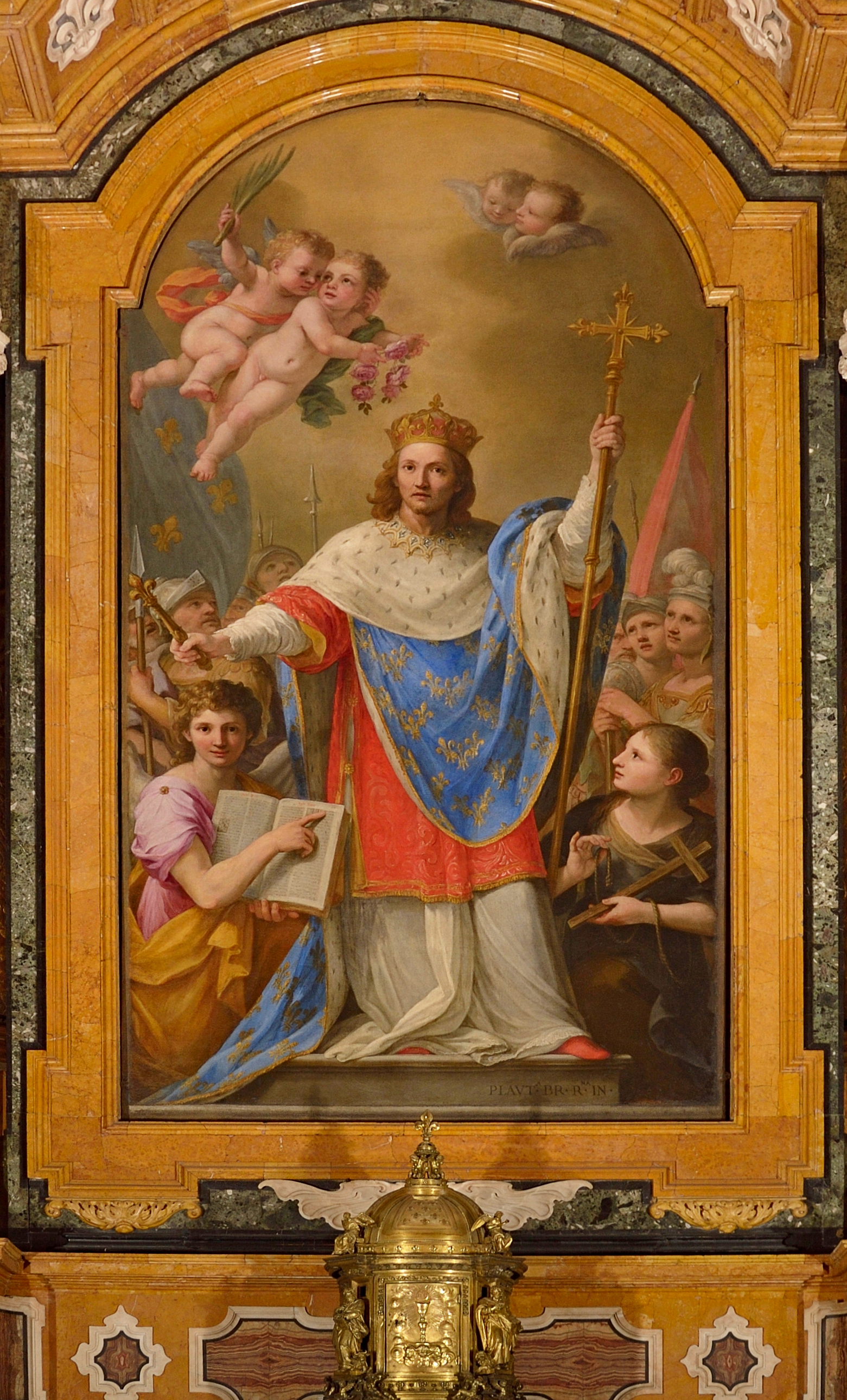
Retable de l'église Saint-Louis-des-Français de Rome.

Plautilla Bricci aurait également réalisé la chapelle de Saint-Benoît à Rome et de la villa Il Vascello pour l'abbé Elpidio Benedetti près de Porta San Pancrazio en 1663.
Une de ses œuvres peintes, Joseph et la femme de Putiphar, est vendue aux enchères en 1991, à Londres.